# Montevideo (gebouw)
De Montevideo is een hoog gebouw met luxeappartementen en -kantoren in Rotterdam. Het gebouw is op 19 december 2005 officieel geopend en was toen de hoogste woontoren van Nederland. Deze titel werd in 2010 overgenomen door de nabijgelegen New Orleans toren.
De toren zelf is 139,5 meter hoog. De naam Montevideo verwijst naar het verleden, toen de Wilhelminapier nog veel pakhuizen telde, waarvan één de naam van de Uruguayaanse hoofdstad Montevideo droeg. Inclusief de "M" op het dak is het gebouw 152,32 meter hoog. De toren is onderverdeeld in sky, city, loft en water appartementen. Onder in het gebouw zit een restaurant van Loetje.
Het gebouw is ontworpen door Francine Houben van het architectenbureau Mecanoo. Mecanoo kreeg twee prijzen voor Montevideo: De International Highrise Award 2006 en Dedallo Minosse 2006.

## Ontwerp
Het gebouw refereert aan Hotel New York, het voormalige hoofdkantoor van de Holland-Amerika Lijn, door de verschillende bouwstijlen van Holland en Amerika met elkaar te verweven.
Verwijzingen naar de scheepvaart vallen ook terug te vinden in het ontwerp, met name in de ronde ramen aan de noordzijde van het gebouw, welke doen denken aan patrijspoorten.
Op het dak van de toren staat een 12 meter hoge, driedimensionale letter "M", welke verwijst naar de eerste letter van Montevideo. Echter, de "M" zou ook staan voor de rivier de Maas, of de Maritieme traditie van Rotterdam. De kinderen van Francine Houben vinden dat de letter voor Mama staat.

## Locatie
De Montevideo staat op de Wilhelminapier, op de Kop van Zuid vlak naast het World Port Center. Dit voormalige havengebied was jarenlang vervallen, maar wordt sinds ongeveer 2000 gerenoveerd en omgebouwd tot een gebied met kantoren, appartementen, horeca, winkels en het nieuwe Luxor Theater. De Montevideo staat naast Hotel New York, het voormalige hoofdkantoor van de Holland-Amerika Lijn.

## Foto's

Hotel New York met daarachter de Montevideo
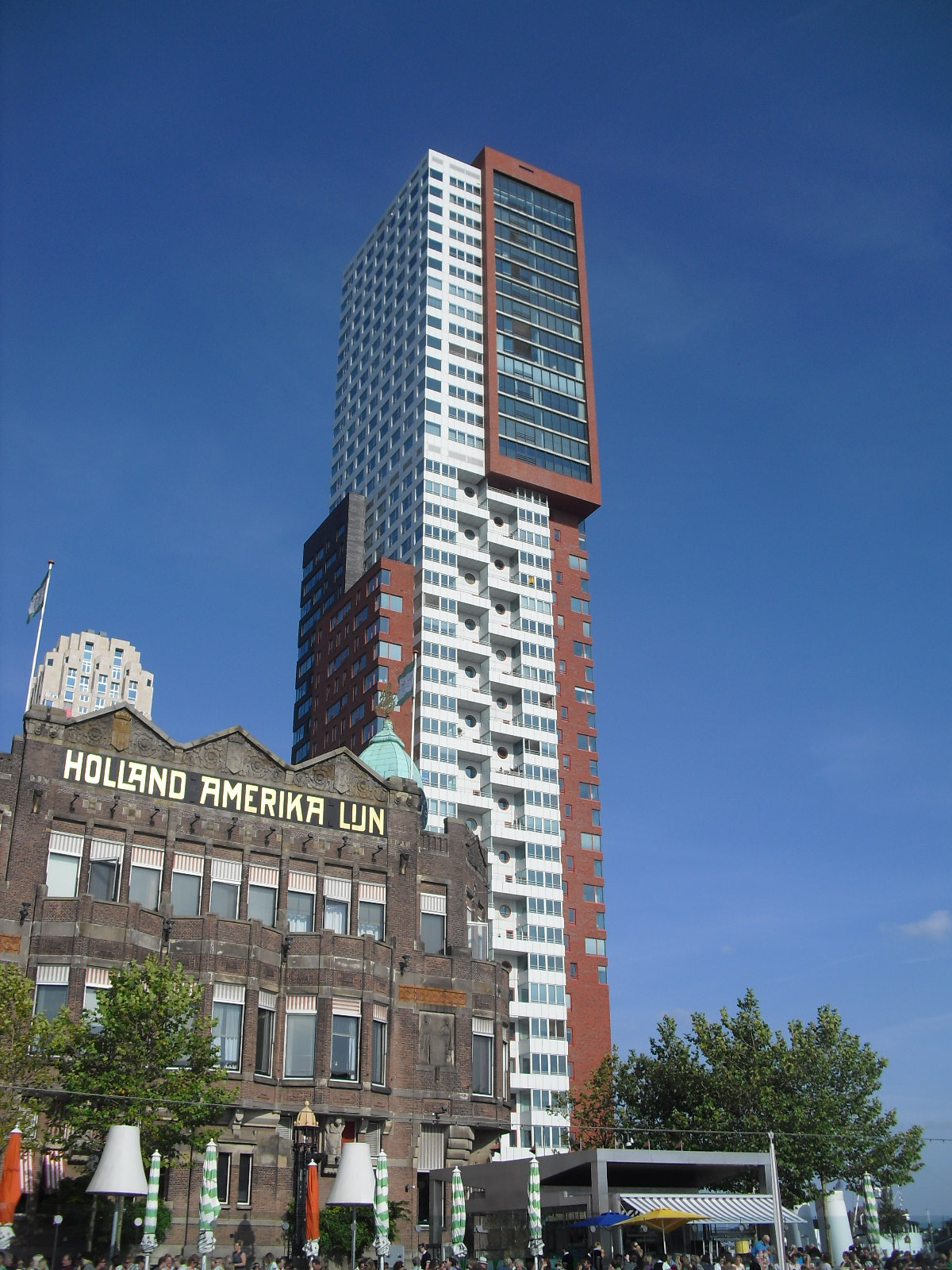
Montevideo, Rotterdam